# Clemens Doppler
Clemens Doppler (Kirchdorf an der Krems, 6 de septiembre de 1980) es un deportista austríaco que compite en voleibol, en la modalidad de playa.
Ganó una medalla de plata en el Campeonato Mundial de Vóley Playa de 2017 y cuatro medallas en el Campeonato Europeo de Vóley Playa entre los años 2003 y 2014.

## Palmarés internacional
| Campeonato Mundial | Campeonato Mundial         | Campeonato Mundial | Campeonato Mundial |
| Año                | Lugar                      | Medalla            | Pareja             |
| ------------------ | -------------------------- | ------------------ | ------------------ |
| 2017               | Viena (Austria)            | Medalla de plata   | Alexander Horst    |
| Campeonato Europeo |                            |                    |                    |
| Año                | Lugar                      | Medalla            | Pareja             |
| 2003               | Alanya (Turquía)           | Medalla de oro     | Nik Berger         |
| 2007               | Valencia (España)          | Medalla de oro     | Peter Gartmayer    |
| 2010               | Berlín (Alemania)          | Medalla de plata   | Matthias Mellitzer |
| 2014               | Quartu Sant'Elena (Italia) | Medalla de bronce  | Alexander Horst    |